# 钦州湾
钦州湾是位於北部湾顶部海岸中段的一個海湾，它的岸邊就是中国广西。钦州湾的东、西、北三面被陆地包围，南面与北部湾其他水域相通。湾内有岛屿，還有对虾、牡蛎、青蟹、泥蚶和鱼类等海產品。